# Donau und Altwässer zwischen Regensburg und Straubing
Donau und Altwässer zwischen Regensburg und Straubing este o arie protejată (arie specială de conservare — SAC, sit de importanță comunitară — SCI) din Germania întinsă pe o suprafață de 2.262,5 ha, integral pe uscat.

## Localizare
Centrul sitului Donau und Altwässer zwischen Regensburg und Straubing este situat la coordonatele 48°58′31″N 12°22′33″E / 48.9753°N 12.3758°E.

## Înființare
Situl Donau und Altwässer zwischen Regensburg und Straubing a fost declarat sit de importanță comunitară în noiembrie 2004 pentru a proteja 12 specii de animale. Situl a fost protejat și ca arie specială de conservare în aprilie 2016.

## Biodiversitate
Situată în ecoregiunea continentală, aria protejată conține 7 habitate naturale: Ape stătătoare oligotrofe până la mezotrofe, cu vegetație de Littorelletea uniflorae și/sau de Isoëto-Nanojuncetea, Lacuri eutrofice naturale cu vegetație de tip Magnopotamion sau Hydrocharition, Râuri cu maluri nămoloase cu vegetație de Chenopodion rubri p.p. și Bidention p.p., Pajiști cu Molinia pe soluri calcaroase, turboase sau argilos-nămoloase (Molinion caeruleae), Liziere de ierburi înalte hidrofile de câmpie și de nivel montan până la alpin, Fânețe de joasă altitudine (Alopecurus pratensis, Sanguisorba officinalis), Păduri aluvionare cu Alnus glutinosa și Fraxinus excelsior (Alno-Padion, Alnion incanae, Salicion albae).
La baza desemnării sitului se află mai multe specii protejate:
- amfibieni (1): izvoraș-cu-burta-galbenă (Bombina variegata)
- mamifere (1): castor (Castor fiber)
- nevertebrate (2): phengaris nausithous (Maculinea nausithous), Vertigo angustior
- pești (8): avat (Aspius aspius), răspăr (Gymnocephalus schraetzer), lostriță (Hucho hucho), țipar (Misgurnus fossilis), boarță (Rhodeus amarus), babușcă de tur (Rutilus virgo), fusar (Zingel streber), pietrar (Zingel zingel)